# William Butler (musicista)
William Pierce Butler (The Woodlands, 6 ottobre 1982) è un musicista, polistrumentista e compositore statunitense, ex membro del gruppo Arcade Fire.

## Biografia
Nato in California, è cresciuto a The Woodlands (Texas), è sposato con la ballerina Jenny Shore dal 2008.
Nel 2000 è tra i fondatori del gruppo rock Arcade Fire, originario del Canada e di cui fanno parte anche suo fratello Win Butler e sua cognata Régine Chassagne. Il 19 marzo 2022 annuncia pubblicamente l'uscita dagli Arcade Fire.